# 覺敏友
覺敏友（又名Ko Jimmy；1969年2月13日—2022年7月25日），作家，前缅甸政治犯，88世代學生團成员。他因積極反对2021年緬甸軍事政變奪權的軍政府後而被判处死刑，並于2022年7月被处决。